# Asterina delitescens
Asterina delitescens är en svampart som beskrevs av Ellis & G. Martin 1883. Asterina delitescens ingår i släktet Asterina och familjen Asterinaceae.   Inga underarter finns listade i Catalogue of Life.